# Діти Паміра
«Діти Паміра» — радянський кінофільм режисера Володимира Мотиля, що вийшов на екрани в 1963 році.

## Зміст
На Памір приходить Радянська Влада. Тепер діти бідняків можуть піти вчитися. Тільки станові забобони продовжують заважати синові судді вчитися і дружити з іншими дітьми. Раптово так полюбився дітлахам вчителя викликають в Хорог. Що робити? Чи правда, що школи більше не буде? Хлопці збираються в небезпечну подорож за перевал.[[]]

## Ролі
| Актор               | Роль |
| ------------------- | ---- |
| Бодурбек Мірзобеков | -    |
| Олег Тулаєв         | -    |
| Ніна Сандалова      | -    |
| Валерій Лебедєв     | -    |
| Мансур Гурмінджев   | -    |
| Іраклій Ніжарадзе   | -    |
| Н. Хасанов          | -    |
| Раїса Куркіна       | -    |
| Б. Таджиєв          | -    |
| Микола Бармин       | -    |

## Знімальна група
- Режисер — Володимир Мотиль
- Сценарист — Мирсаидов Міршакар, Зінаїда Філімонова
- Продюсер — Джессіка Колдуелл, Річард Нейстадтер, Алехандро Де Леон
- Композитор — Карен Хачатурян